# Асакуса (дистрикт)
Асакуса (浅草) је дистрикт у месту Таито, у Токију, Јапану, познато по Будистичком храму Сенсођи који је посвећен будисатви Канону . У Асакуси се налазе и други храмови као и разни фестивали попут Санђа Мацури фестивала, један од 3 највећа фестивала Шинто религије у Јапану.

## Историја
Развој Асакусе као дистрикта за забаву током Едо периода делимично се остварио уз помоћ суседног дистрикта, Курамае. Курамае је био дистрикт за складиштење пиринча која се у том добу користила за исплаћивање слуга феудалне државе. Фудасаши или чувари ових складишта пиринча су у почетку за свој рад добијали малу накнаду, али током година  почели су да мењају пиринач за новац као и да га продају локалним продавцима на маргини. 1  Путем оваквог трговања, фудасаши су остварили  знатну количину расположивих прихода и као резултат таквог успеха, у околини Асакусе почеле су да се граде разна позоришта и геиша куће.
Током већине двадесетог века, Асакуса је остала главни дистрикт за забаву у Токију. Шести дистрикт или Року, био је познати дистрикт по позориштима попут  позоришта Денкикан који је имао велику популарност. Златно доба Асакусе живописно је описано у новели "The Scarlet Ganf of Asakusa " ауторке Јасунари Кавабате објављена 1930. године.  Област је била тешко оштећена током aмеричког бомбардовања током Другог светског рата, поготово 10. марта 1945.  који је уништио велики део источког Токија. Та област је након рата била обновљена, али су је Шинђуку као и друге живописне области превазишле што се тиче забављачке улоге .
Асакуса је била штићеник Токио Ситија, када је претворен у метрополу 1947. и спојен са Шитајом како би се створила модерна Таито градска изборна заједница. Некадашње одељење је обухватало 19 насеља који су се простирали источном половином Таита.

## Географија
Асакуса се налази на североисточном рубу централног Токија, источно од краја Токијо Метро линија Гинза метроа, отприлике једна миља источно од главне петље Уено метроа/ железнице. То централно подручје звано Шитамачи, чије је буквално значење мали, слаби град. Тај назив  добило је услед лоше еволуције ове старе области Токија која се граничи са обалама реке Сумида. Као што и само име наговештава, ова област има већу и изражајнију традиционалну јапанску атмосферу у односу на суседне области Токија.

## Разгледање и историјска места
Са толико пуно религиозних установа, у Асакуси сваке године, ако не и сваке годишњег доба, храмови или светилишта често су домаћини Шинто фестивала, познати као и Мацури. Највећи и најпопуларнији је Санђа Мацури који се одржава у мају где су улице затворене од зоре све до касне вечери. Писац Мацуо Баше јер чак у једном свој хаикуу описао Асакусине храмове.

## Храна и пиће
Асакуса има велик број ресторана и места у којима се може пробати традиционална јапанска храна.Једна од најпопуларнијих ужина је сацума имо, слатки кромпир. Друга популарна посластица је чикува камабоко, печени рибљи штапићи. Сузухиро радња нуди локално занатско пиво са традиционалним камабоком. Асакуса је такође позната по зачињеној храни попут шичимиа и саншоа.  
У градовима где не постоје зграде старије од 50 година због бомбардовања током рата, Асакуса има велику концентрацију зграда из педесетих и шездесетих година прошлог века, више него било које подручје Токија. Асакуса има рјокан (традиционалне угостионице), куће и мале апартмантске зграде које се простиру кроз цео дистрикт.
У складну са необичним традицијама Токија, Асакуса је домаћин великог броја домаћих радњи које продају посуђе на Капабаши-дорију, улици која је позната по оваквим радњама који бива посећиван од великох броја грађана Токија због разноликог избора робе.
Поред Сенсођи храма налази се мали збавни парк под називом Ханајашики који се смстра најстаријим забавним парком Јапана. Позоришта суседне области познате су по пројектовању традиционалних јапанских филмова чије пројектовање најчешће посећују Јапанци старијих генерација.
Крстарење реком Сумида полази се са пристаништа удаљеног 5 минуа од храма.
Асакуса је најстарија област гејше у Токију која садржи 45 гајши које још увек раде.
Због своје живописне локације, града и опуштајуће атмосфере по стандардима Токија, Асакуса је популарна локација  за туристе са повољним буџетом. 

## Карневал
Комшилук је познат и по одржавању годишњег фестивала у бразилском стилу. Бразилско пристуство је присутно у локалним заједницама у великој мери,  постоји чак и Удружење школа самбе у Асакуси.  

## Санђа Мацури
Иако се многи фестивали одржавају у Асакуси на годишњем новоу међу њима најпопуларнији је Санђа Мацури познат као и Санђа фестивал у мају.
На овом фестивалу Микоши (преносиве светиње) и пловци се вуку кроз улице пропраћене гласним узвицима. Овај фестивал иако траје само 3 дана, 1,5 људи дођу да га прославе.